# メイナード・ソロモン
メイナード・エリオット・ソロモン（Maynard Elliott Solomon 1930年1月5日 - 2020年9月28日）は、ヴァンガード・レコード共同設立者、音楽プロデューサー。後年はウィーン古典派の作曲家の伝記研究によって知られた。とりわけ、ベートーヴェン、モーツァルト、シューベルトに関して著名である。

## 教育
ニューヨークの音楽学校に通い、1950年にニューヨーク市立大学、ブルックリンカレッジでファイ・ベータ・カッパを卒業して学士を取得、1950年から1952年にかけてコロンビア大学で大学院生として研究に勤しんだ。成績表からは専攻が何であったかは明らかではない。1970年にニューヨーク市立大学大学院で非常勤助教授となり、1988年から1994年の間にニューヨーク州立大学ストーニーブルック校、コロンビア大学、ハーバード大学、イェール大学で客員教授、そして1998年にジュリアード音楽院で大学院教員に加わった。

## 録音産業でのキャリア
ソロモンは兄のセイモア・ソロモンと共同で1950年にヴァンガード・レコードを立ち上げた。2人の父から10,000ドルを借り入れて事業を始め、セイモアが会社の社長、メイナードが副社長に就いた。このレーベルは続く15年で訪れるフォークとブルースのブームを牽引する原動力のひとつであった。ソロモンは多くのアルバムを世に出すだけでなく、ライナーノーツ作家としても多くを執筆した。
彼の最初の会社が出した初めてのディクスは、バッハの21番目のカンタータ『わがうちに憂いは満ちぬ』 BWV 21、ジョナサン・スターンバーグ指揮、ユグ・キュエノーら他の歌唱、演奏であった。『ビルボード』誌のジャーナリストは1966年11月に次のように書いている。「その趣味と仕事におけるソロモン兄弟の確固不動たるところを代弁するのは、このレコードがいまだにカタログ内で生きているということである（SC-501）。セイモアが述べるように、容易ではないことだが、頂点を取るのはやはりよい演奏だったである。約480の品目を擁するヴァンガード/バッハ・ギルドのカタログ全体で、30枚がバッハのレコードである（略）」
ヴァンガードのクラシック音楽以外の最初の歌手はウィーバーズであった。このグループの1955年のカーネギー・ホールでのコンサートにより、ヴァンガードは初めて商業的に大きな成功を収めることになった。また、ソロモンはニューポート・フォーク・フェスティバルの素材を録音、発売する権利を獲得、これはヴァンガードとは契約を結んでいないアーティストの録音も販売できるということを意味していた。この当時、フォークのアーティストに関してはエレクトラ・レコードが主な競合であった。ニューポート・フェスティバルではフィル・オークス、ジュディ・コリンズ、そしてコロムビア・レコード所属の精力的な若きボブ・ディランの録音が行われた。ソロモン兄弟は1980年代になるまでフォークのアーティストとの仕事を継続した。
1959年、ヴァンガードはジョーン・バエズとの契約を締結、彼女は以降の20年間を同社と共にした。2年後に『Odetta at Town Hall』が録音されている。ルーフトップ・シンガーズが『Walk Right In』を録音したのは1963年のことで、これはソロモンのプロデュースにより大西洋を挟み洋の東西を問わずヒットした彼らの楽曲のひとつとなった。不運にも、続くシングルであった『Tom Cat』は若干示唆的であるという理由で販売差し止めとなったが、現代のスタンダードから見れば大人しいものであった。バエズがヴィラ＝ロボスの『ブラジル風バッハ』 第5番を録音したのは、おそらくソロモンの影響がそうさせたのではないかと思われる。
ソロモンは当時の大衆の意見に沿ったものの見方をしており、舞台には整った出で立ちで上がること、綺麗な言葉遣いをするよう念押ししていた。勇敢にも、彼はマッカーシズムの最盛期にポール・ロブスンをヴァンガードへ迎える契約にサインしている。
こうした初期の時代からマルクス主義を信奉したことが駆動力になっていたが、ソロモンが書き仕事の中にその影響をはっきりと打ち出したのは1973年のことだった。同年の著作『Marxism and Art』は以来重版を重ねている。
60年代終盤にはヴァンガードはカントリー・ジョー・アンド・ザ・フィッシュ（今日では一般にカントリー・ジョー・マクドナルドと呼ばれる）を筆頭とするロックのアーティスト、他にもジャズやブルース、ディスコの音盤で一定の成功を収めた。ソロモンが交わした契約で最も驚くべきものは、1969年の電子音楽の作曲家Michael Czajkowskiとのものだった。Czajkowskiは素材をヘンデルから借用しつつも、シンセサイザーに乗せたその音はクラシック音楽からは程遠いものだった。とはいっても、兄のセイモアも1965年にユーモラスな電子音楽のアーティストだったジャン＝ジャック・ペリー、ガーション・キングスレイと契約している。
ソロモンが1950年から1966年にかけてヴァンガードとバッハ・ギルドでリリースした多様な有名クラシック音楽のシリーズには、22曲のバッハのカンタータに加え、デラー・コンソートが演奏するイングリッシュ・マドリガル楽派の作品、イタリアやフランスのマドリガルの傑作、エリザベス1世やジェームズ1世の時代の音楽、ヘンリー・パーセルやトランペット、フルート、オーボエのヴィルトゥオーソ作品があった。またエーリッヒ・クンツを起用したドイツの大学歌、オーヴェルニュの歌、ヴィリー・ボスコフスキーによるウィーンの舞曲、ローランド・ヘイズによる伝承歌、ザグレブ・ソロイスツのヴィヴァルディ『四季』やその他協奏曲、レイフ・ヴォーン・ウィリアムズの音楽、エステルハージ管弦楽団が演奏するハイドンの交響曲集、チャールズ・マッケラス率いるウィーン国立歌劇場によるイタリア語歌唱でのグルックの『オルフェオとエウリディーチェ』の2枚組LP、そしてモーリス・アブラヴァネル指揮ユタ交響楽団演奏の有力なマーラーサイクルもある。

## 音楽学者として
ソロモンは後に音楽学者としてのキャリアをスタートさせた。作曲家の伝記作者としての業績が特筆され、とりわけモーツァルトとベートーヴェンを研究した仕事は称賛と批判の対象となっている。ソロモンの方法論の特徴は学術的証拠を慎重にふるいわけることにあり、それはしばしば主題となる作曲家にまつわる出来事や動機付け、または取り巻く人々に関する新しい仮説を立証するという目的の下に行われる。またソロモンは作曲家の伝記において、無批判に古くからの決まり文句をなぞることを注意深く避けている。例えばモーツァルト最後の年となった1791年を、それ以前の伝記に典型であった止まることのない墓への転落としてではなく、死の病に断ち切られることになった彼の復活として記述した。ソロモンは主題に関してある種の心理学的分析や診断を与えることを躊躇わなかったが、彼の時代錯誤な仮説や18世紀、19世紀のドイツに対する理解不足は批判を受けている。
ソロモンはベートーヴェンの生涯と作品に注力したことでドイツ人の学者と緊密な協力関係を創り上げた。1996年にはボンのベートーヴェン・ハウスで活動するベートーヴェン・アーカイヴの学術アドバイザーに就任、加えて『Neue Ausgabe Beethovens Briefe』（新版ベートーヴェン書簡集、ミュンヘン、1996年-1998年）の編集委員会の委員にもなっている。
1997年に国際音楽学会の会員となり、ロンドンで開かれた会合では講演を行っている。『Mozart: A Life』はピューリッツァー賞の伝記部門の最終選考に残ると同時に、彼のベートーヴェンやチャールズ・アイヴスの伝記と同じくディームズ・テイラー賞を受賞した。また『Beethoven Essays』は1988年に出版された最も優れた音楽関連書籍として、オットー・キンケルデイ賞を受賞している。
精神分析学の雑誌であるアメリカン・イマーゴの副編集長を務め、ヴァンガード・レコードの子レーベルであるバッハ・ギルドの共同設立者であったソロモンは、応用精神分析学の論文を発表し、美学に関する複数の書籍の編集も行った。晩年の仕事にはシューベルトの生涯に関するものや、『Beethoven: Beyond Classicism』と仮題が付された書籍がある。ソロモンは2020年9月28日、マンハッタンにおいてレビー小体型認知症により90年の生涯を閉じた。

## ソロモンがプロデュースした主要音源
- 『Best of the Vanguard Years』 （2000年） （クランシー・ブラザーズ（英語版））
- 『Best of the Vanguard Years』 （2000年） （トム・パクストン（英語版））
- 『Best of the Vanguard Years』 （1998年） （イアン・アンド・シルヴィア（英語版））
- 『Best of the Vanguard Years』 （2004年） （ルーフトップ・シンガーズ（英語版））
- 『Best of the Vanguard Years』 （2003年） （バフィー・セントメリー（英語版））
- 『Best of John Hammond』 （1989年） （ジョン・P・ハモンド）
- 『Best of Eric Andersen』 （1970年） （エリック・アンダースン（英語版））
- 『Vanguard Sessions: Baez Sings Dylan』 （1998年） （ジョーン・バエズ）
- 『Reunion at Carnegie Hall, 1963, Pt 1』 （2001年） （ウィーバーズ)
- 『Reunion at Carnegie Hall, 1963, Pt 2』 （2001年） （ウィーバーズ）

## 著作
- 『The Joan Baez Songbook』 （1964年） （ソロモンとエリック・フォン・シュミット（英語版））
- 『Noel: The Joan Baez Christmas Songbook』 （1967年） （バエズ、ソロモン、シュミット）
- 『Marxism and Art』 （1973年）
- 『Beethoven and the Enlightenment』 Telos, 19 (Spring 1974). New York: Telos Press.
- 『Myth Creativity Psychoanalysis: Essays in Honor of Harry Slochower』 （1979年）
- 『Beethoven』 （1977年、1998年）、『Beethoven』 （改訂版、2001年）
- 『Beethoven's Tagebuch: 1812–1818』 （1983年）
- 『Beethoven Essays』 （1988年） アメリカ音楽学会（英語版）からオットー・キンケルデイ賞を受賞
- 『Mozart: A Life』 （ニューヨーク、1995年）
- 『Franz Schubert and the Peacocks of Benvenuto Cellini』 19th-Century Music, 12 (3) University of California Press: 193–206, doi:10.2307/746501
- （翻訳） 『Memories of Beethoven』 （2003年） ゲルハルト・フォン・ブロイニング（ドイツ語版）
- 『Late Beethoven: Music, Thought, Imagination』 （2004年）